# Cromwell (Minnesota)
Cromwell es una ciudad ubicada en el condado de Carlton en el estado estadounidense de Minnesota. En el Censo de 2010 tenía una población de 234 habitantes y una densidad poblacional de 45,17 personas por km².

## Geografía
Cromwell se encuentra ubicada en las coordenadas 46°40′46″N 92°52′15″O / 46.67944, -92.87083. Según la Oficina del Censo de los Estados Unidos, Cromwell tiene una superficie total de 5.18 km², de la cual 4.75 km² corresponden a tierra firme y (8.25%) 0.43 km² es agua.

## Demografía
Según el censo de 2010, había 234 personas residiendo en Cromwell. La densidad de población era de 45,17 hab./km². De los 234 habitantes, Cromwell estaba compuesto por el 97.44% blancos, el 0% eran afroamericanos, el 0.43% eran amerindios, el 0% eran asiáticos, el 0% eran isleños del Pacífico, el 0.43% eran de otras razas y el 1.71% pertenecían a dos o más razas. Del total de la población el 0.85% eran hispanos o latinos de cualquier raza.